# 三斑弱棘鯻
三斑弱棘鯻（學名：Hephaestus trimaculatus）為鱸形目鱸亞目鯻科的其中一種，分布於巴布亞紐幾內亞莫爾斯比港拉羅基河流域，本魚體粗壯，呈紡錘型，背鰭硬棘13枚；背鰭軟條11-13枚；臀鰭硬棘3枚；臀鰭軟條10-11枚，體長可達22公分，棲息在岩石底質的水塘及低地溪流底層水域，屬肉食性，繁殖期時，成魚會保護卵並搧動魚鰭提供足夠的氧，生活習性不明，可做為觀賞魚。